# Универзитет Трамп
Трамп Универзитет ЛТД је америчка непрофитна образовна компанија која је водила програм обуке за рад са некретнинама од 2005 до 2010. године. (Засебна организација, Институт Трамп, добила је лиценцу Трамп универзитета, али није у власништву организације Трамп.) После неколико тужби, она је сада затворен. Оснивач овог универзитета су Доналд Трамп и његови сарадници, Мајкл Секстон и Џонатан Спитални, у 2004. години. Компанија је нудила курсеве рада са некретнинама, управљања имовином, предузетништва и стварања богатства.
Организација није била акредитован универзитет или колеџ. Он не даје студентски кредит, не издаје дипломе нити оцењује ученика.